# Christian Ludwig Lipten
Christian Ludwig Lipten (* 28. Juni 1698 in Berlin; † 3. März 1759 in Altlandsberg) war reformierter Hofprediger in Potsdam und Altlandsberg.

## Leben
Sein Vater Hamrath war Hofkonditor in Berlin. Christian Ludwig Lipten besuchte das Joachimsthalsche Gymnasium und studierte ab 1717 Theologie in Frankfurt/Oder. 1720 ging er nach Halle und dann nach Utrecht, wo er auch Respondent war. 1721 wurde Christian Ludwig Lipten zum königlichen Kandidaten berufen, was mit einem Stipendium in der heutigen Zeit vergleichbar ist. Ab 1722 unternahm er eine längere Reise in die Niederlande (Universität Leiden im März 1724), nach England, Frankreich und in die Schweiz.
1725 wurde er Prediger am neuen Waisenhaus in Potsdam und auch in der Garnisonkirche. 1726 berief ihn König Friedrich Wilhelm I. zum ersten reformierten Hofprediger an der neuen Heiligengeistkirche, neben dem lutherischen Hofprediger Heinrich Schubert. 1729 wurde Christian Ludwig Lipten Hofprediger in Altlandsberg. 1740 lehnte er das Angebot ab, Konsistorialrat in Magdeburg zu werden. 1759 starb er in Altlandsberg.
Seine Frau starb 1728, ein Sohn war Heinrich Carl Jacob Lipten (1737–1796), der zuletzt reformierter Kirchenrat in Berlin war.
Von Christian Ludwig Lipten sind die Dissertation und sein Stammbuch erhalten.